# هو جونسون
هو جونسون (بالإنجليزية: Huw Johnson)‏ هو لاعب كرة قدم بريطاني، ولد في 22 يونيو 1991 في هامرسميث في المملكة المتحدة. لعب مع هايز وييدينغ يونايتد ‏.